# Hemidactylus awashensis
Hemidactylus awashensis es una especie de gecos de la familia Gekkonidae.

## Distribución geográfica yhábitat
Es endémica del centro de Etiopía. Su rango altitudinal oscila entre 964 y 1020 m s. n. m..